# 대한민국의 지상파 디지털 텔레비전 방송
ㄴ

## 개요
대한민국에서는 2001년 11월 수도권에서 먼저 지상파 디지털 방송을 시작했으며 현재 대한민국의 모든 지상파 TV 방송사들이 전국에서 디지털 방송 중이다. 2012년 12월 31일에는 새벽 4시에 지상파 아날로그 TV 방송이 완전히 종료되었고 완전한 디지털 TV방송 시대를 맞이하였다.

### 시스템
대한민국의 지상파 디지털 텔레비전방송은 ATSC 방식을 표준으로 채택하였고, DTV 유선은 8VSB 송출 방식을 표준으로 채택한다.

### 주파수
UHF 대역 470 MHz~806 MHz(ATSC 채널 14번 ~ 69번)를 2013년까지 사용하며, 2013년 6월 ~ 10월 사이에 주파수 재배치를 실시하여 최종적으로는 470 MHz~698 MHz(ATSC 채널 14번 ~ 51번)까지 사용할 계획이다.

## 디지털 전환이 불러오는 변화
- 고화질의 방송
- 난시청 해소의 확대
  - 아날로그 방식에서는 같은 채널로 동일한 방송을 송출할 수 없었지만 디지털 방식에서는 동일채널중계(DOCR), 분산중계 등의 기술 발전으로 일부 중계국에서 같은 채널로 동일한 방송의 송출이 가능해져서 가용채널이 조금 더 늘어나기 때문에 난시청 해소에 필요한 주파수를 조금 더 확보할 수 있다.
- 전력 소모 감소
  - 디지털 방송은 아날로그 방송에 비해 1/5 ~ 1/10가량의 출력밖에 필요하지 않다. 따라서 송출에 전력 소모를 감소함으로써 많은 이득이 생긴다.
- 가상채널 설정
  - DTV는 ATV와 달리 물리채널과 가상채널로 이원화되는데, 전국 공통의 가상채널 SBS(6-1), KBS2(7-1), KBS1(9-1), MBC(11-1), EBS(10-1), OBS경인TV(8-1, 수도권 한정) 이 각각 할당되어 있어 방송 수신 시 수상기 자체적으로 가상채널로 변환되어 신호를 전송하게 된다. 종전 아날로그 텔레비전 방송(NTSC) 시절에는 안테나로 방송전파를 직접수신하여 지상파 텔레비전 방송을 시청하는 경우 송출 시설망(송신소 및 중계소)에 할당된 채널이 판이하여 지역에 따른 지상파 방송 채널이 중구난방이었다.
- 다채널방송(MMS) 시범서비스 운용
  - 2015년 2월 11일부터 EBS는 지상파 TV 채널이 EBS 1TV와 2TV로 분리되는데 기존 EBS-TV(DTV 전국공통 채널 10-1)는 자동으로 EBS 1TV로 전환되고 DTV 채널 10-2에 EBS 2TV 다채널 방송을 개국하여 시범서비스로 방송 송출이 개시되었다. 단, 케이블TV, 위성방송(스카이라이프) 등에서는 EBS2 개국 당시 처음부터 정상적인 시청에 난항을 겪었다. 지상파 아날로그 방송 종료 이후에도 계속해서 송출되었던 아날로그 케이블TV의 지상파 채널의 디지털 신호 아날로그 변환 전송 방식의 경우 기술적 문제로 애초에 전송 자체가 불가능하기 때문이다. 단, DTV 유선채널로는 초창기무터 시청이 가능했으며, 케이블 TV 재전송 채널의 경우에도 이후 8VSB 서비스 개시로 현재는 정상 수신이 가능해졌다. 이후에 미래창조과학부(현 과학기술정보통신부)의 유료방송 EBS2 PP 재전송 허가 승인을 받아 현재는 대부분의 케이블, 위성, IPTV를 통한 송출이 허용되었다.

## 전송방식 대립
표준방식이 확정되기 이전에, 표준방식을 ATSC방식이냐 DVB-T방식이냐를 놓고 첨예하게 대립하였다.
ATSC방식은 기존에 사용하던 방송 표준인 NTSC와의 높은 호환성을 지니고 있어 손쉽게 전환할 수 있다는 장점을 가지고 있으며, DVB-T방식은 한 방송에 전국 단일 채널을 할당할 수 있는 방식이다.

## 개시 시기
각 시기별로 지상파 디지털 텔레비전 방송을 개국한 방송국들은 다음과 같다.
| 년도   | 방송사 | 비고                            |
| ------ | --- | ------------------------------- |
| 2001년 | 한국방송공사, 한국교육방송공사, 문화방송, SBS |                                 |
| 2002년 | 광주방송(KBC) |                                 |
| 2003년 | 대전방송(TJB), KBS광주방송총국, 대구방송(TBC), 울산방송(ubc), 부산방송(PSB, 이후 사명 변경, 현 KNN), 경인방송(iTV) |                                 |
| 2004년 | KBS대전방송총국, 광주문화방송, KBS대구방송총국, 대구문화방송, KBS부산방송총국, 부산문화방송, KBS울산방송국, 울산문화방송, KBS창원방송총국, KBS제주방송총국 |                                 |
| 2005년 | KBS춘천방송총국, KBS원주방송국, 원주문화방송, 강릉문화방송, 삼척문화방송, 강원민방(GTB, 이후 명칭 변경으로 현재는 G1방송) KBS청주방송총국, 청주문화방송, 충주문화방송, 청주방송(CJB), KBS전주방송총국, 전주문화방송, 전주방송(JTV), KBS목포방송국, 목포문화방송, 여수문화방송, 안동문화방송, 포항문화방송, 마산문화방송 제주문화방송, 제주방송(JIBS) |                                 |
| 2006년 | KBS강릉방송국, KBS충주방송국, KBS순천방송국, KBS진주방송국, KBS안동방송국, 진주문화방송 |                                 |
| 2007년 | OBS경인TV | 개국과 동시에 디지털TV방송 실시 |
| 2010년 | KBS경인방송센터 | 개국과 동시에 디지털TV방송 실시 |

## 지상파 아날로그 텔레비전 방송 종료
디지털 텔레비전 방송 송출 시작 당시부터 2012년까지 실시해왔던 병행체제를 끝내고 완전한 디지털 텔레비전 방송 체제로 전환하기 위해, 대한민국의 지상파 아날로그 텔레비전방송은 지역에 따라 순차적으로 종료하여 최종적으로 2012년 12월 31일 오전 4시에 종료되었다. 원래 계획은 일괄종료였으나, 지상파 방송 디지털 전환 당시 정부지원 신청 문제 및 아파트를 포함한 공동주택에 설비된 공시청장비 교체작업 시공 등의 문제로 전국적으로 일제히 민원이 청구될 우려가 제기되어 지역별로 순차적종료를 실시하였다. 단, 아날로그 케이블 방송은 여전히 수신할 수 있는데, 2012년 12월 31일 아날로그 방송 종료 이후로는 지상파 채널에 한하여 지역 종합유선방송사업자(SO)별로 디지털 신호를 아날로그 신호로 변환하여 전송하기 때문에 시청이 가능한 점이다. 단, 지상파 4사(수도권 5사)를 제외한 대부분의 유료방송 PP채널은 케이블 아날로그 송출이 그대로 유지된다. 다만 현재도 분단에 의한 남북 대치 상황이다보니 북한이탈주민 및 실향민들을 위한 북한향 KBS1 채널 한정으로 아날로그 방송 송출이 2013년 1월 1일부터 현재까지 실시되고 있다.
이는 안테나로 전파를 직접 수신하는 지상파 TV방송이기 때문에, 유료방송(케이블 · 위성 · IPTV)로 시청하는 경우나 아파트 관리자 측에서 공청시설을 통해 자체적으로 디지털 방송을 아날로그 신호로 변환해줄 경우는 해당 내용과 전혀 관련이 없다.
대한민국의 지상파 아날로그 텔레비전 방송 송출 종료 일정은 다음과 같았다.

(한국교육방송공사의 지상파 송출망 전국적으로 산재되어 있는 KBS 지역 총국의 지상파 송출망을 공유하므로, 다음 표에서는 한국방송공사에 포함된다.)
| 일시                      | 종료대상 송출시설 및 방송국                                                                                     | 지역                                                                      | 비고     |
| ------------------------- | --- | ------------------------------------------------------------------------- | -------- |
| 2010년 9월 1일 오후 2시   | KBS포항방송국, 포항문화방송, 대구방송                                                                           | 경상북도 울진군                                                           | 시범지역 |
| 2010년 9월 1일 오후 2시   | 온정, 울진 | 경상북도 울진군                                                           | 시범지역 |
| 2010년 10월 6일 오후 2시  | KBS목포방송국, 목포문화방송, 광주방송                                                                           | 전라남도 강진군                                                           | 시범지역 |
| 2010년 10월 6일 오후 2시  | 군동, 한학, 도암                                                                                                | 전라남도 강진군                                                           | 시범지역 |
| 2010년 11월 3일 오후 2시  | KBS충주방송국, 충주문화방송, 청주방송                                                                           | 충청북도 단양군                                                           | 시범지역 |
| 2010년 11월 3일 오후 2시  | 단양, 신단양, 매포, 영춘                                                                                        | 충청북도 단양군                                                           | 시범지역 |
| 2011년 6월 29일 오후 2시  | KBS제주방송총국, 제주문화방송, 제주방송                                                                         | 제주특별자치도                                                            | 시범지역 |
| 2011년 6월 29일 오후 2시  | 견월악, 애월, 금악, 삼매봉                                                                                      | 제주특별자치도                                                            | 시범지역 |
| 2012년 8월 16일 오후 2시  | KBS울산방송국, 울산문화방송, 울산방송                                                                           | 울산광역시                                                                | 순차종료 |
| 2012년 8월 16일 오후 2시  | 무룡산, 미포, 은월, 문수산, 덕신, 언양, 웅상                                                                    | 울산광역시                                                                | 순차종료 |
| 2012년 9월 24일 오후 2시  | 청주문화방송, 청주방송, 충주문화방송                                                                            | 충청북도 (단양군 제외), 세종특별자치시 일부 지역                          | 순차종료 |
| 2012년 9월 24일 오후 2시  | 우암산, 금적산, 가엽산, 용두산 포함 15개소                                                                      | 충청북도 (단양군 제외), 세종특별자치시 일부 지역                          | 순차종료 |
| 2012년 10월 2일 오후 2시  | KBS청주방송총국, KBS충주방송국                                                                                  | 충청북도 (단양군 제외), 세종특별자치시(부강면 한정, 구 청원군 일대)       | 순차종료 |
| 2012년 10월 2일 오후 2시  | 우암산, 식장산, 금적산, 가엽산, 용두산 포함 30개소                                                              | 충청북도 (단양군 제외), 세종특별자치시(부강면 한정, 구 청원군 일대)       | 순차종료 |
| 2012년 10월 4일 오후 2시  | KBS창원방송총국, KBS진주방송국, MBC경남 진주본부, MBC경남 창원본부, KNN                                         | 경상남도                                                                  | 순차종료 |
| 2012년 10월 4일 오후 2시  | 불모산, 망진산, 금오산, 감악산 포함 42개소                                                                      | 경상남도                                                                  | 순차종료 |
| 2012년 10월 9일 오후 2시  | KBS부산방송총국, 부산문화방송, KNN                                                                              | 부산광역시                                                                | 순차종료 |
| 2012년 10월 9일 오후 2시  | 영도, 황령산, 양산, 기장 포함 13개소                                                                            | 부산광역시                                                                | 순차종료 |
| 2012년 10월 16일 오후 2시 | KBS대전방송총국, 대전문화방송, 대전방송                                                                         | 대전광역시, 충청남도, 세종특별자치시(구 충청북도 청원군 소속-부강면 제외) | 순차종료 |
| 2012년 10월 16일 오후 2시 | 식장산, 계룡산, 옥마산, 흑성산, 원효봉 포함 28개소                                                              | 대전광역시, 충청남도, 세종특별자치시(구 충청북도 청원군 소속-부강면 제외) | 순차종료 |
| 2012년 10월 23일 오후 2시 | KBS전주방송총국, 전주문화방송, 전주방송                                                                         | 전북특별자치도                                                            | 순차종료 |
| 2012년 10월 23일 오후 2시 | 모악산, 노고단, 교룡산 포함 40개소                                                                              | 전북특별자치도                                                            | 순차종료 |
| 2012년 10월 25일 오후 2시 | KBS춘천방송총국, KBS원주방송국, KBS강릉방송국, 춘천문화방송, 원주문화방송, 강릉문화방송, 삼척문화방송, 강원민방 | 강원특별자치도                                                            | 순차종료 |
| 2012년 10월 25일 오후 2시 | 화악산, 백운산, 괘방산, 초록봉, 함백산 포함 54개소                                                              | 강원특별자치도                                                            | 순차종료 |
| 2012년 10월 30일 오후 2시 | KBS광주방송총국, KBS목포방송국, KBS순천방송국, 광주문화방송, 목포문화방송, 여수문화방송, 광주방송               | 광주광역시, 전라남도 (강진군 제외)                                        | 순차종료 |
| 2012년 10월 30일 오후 2시 | 무등산, 노고단, 양을산, 구봉산, 망운산 포함 56개소                                                              | 광주광역시, 전라남도 (강진군 제외)                                        | 순차종료 |
| 2012년 11월 6일 오후 2시  | KBS대구방송총국, KBS안동방송국, KBS포항방송국, 대구문화방송, 안동문화방송, 포항문화방송, 대구방송               | 대구광역시, 경상북도 (울진군 제외)                                        | 순차종료 |
| 2012년 11월 6일 오후 2시  | 팔공산, 구미, 학가산, 일월산, 조항산 포함 40개소                                                                | 대구광역시, 경상북도 (울진군 제외)                                        | 순차종료 |
| 2012년 12월 31일 오전 4시 | 한국방송공사(본사), KBS경인방송센터, 문화방송, SBS, OBS경인TV                                                   | 서울특별시, 인천광역시, 경기도                                            | 순차종료 |
| 2012년 12월 31일 오전 4시 | 남산, 관악산, 감악산, 용문산, 계양산 포함 38개소                                                                | 서울특별시, 인천광역시, 경기도                                            | 순차종료 |

## 주파수 재배치
대한민국 방송통신위원회에서는, 기존의 지상파 디지털 텔레비전 방송 주파수 영역(470 MHz~806 MHz)의 일부를 비워서 이동통신용으로 할당하기 위해, 지상파 디지털 텔레비전 방송 채널을 재배치하였다. 2013년 6월 12일(전라도), 7월 17일(경상도), 10월 16일(수도권/강원특별자치도/충청도) 지상파 디지털 주파수 재배치를 실시하면서 470 MHz~698 MHz, 14~51번 채널을 디지털 텔레비전 방송용으로 할당되었다.
|           | CH 2 ~ CH 6 (54 ~ 88 MHz)            | CH 7 ~ CH 13 (174 ~ 216 MHz)         | CH 14 ~ CH 51 (470 MHz ~ 698 MHz)    | CH 52 ~ CH 60 (698 ~ 752 MHz)        | CH 61 ~ CH 69 (752 ~ 806 MHz)      |        |
| --------- | ------------------------------------ | ------------------------------------ | ------------------------------------ | ------------------------------------ | ---------------------------------- | ------ |
| 재배치 전 | 지상파 아날로그 텔레비전 방송 (NTSC) | 지상파 아날로그 텔레비전 방송 (NTSC) | 지상파 아날로그 텔레비전 방송 (NTSC) | 지상파 아날로그 텔레비전 방송 (NTSC) |                                    |        |
| 재배치 전 |                                      | 지상파DMB                            | 지상파 디지털 텔레비전 방송 (ATSC)   | 지상파 디지털 텔레비전 방송 (ATSC)   | 지상파 디지털 텔레비전 방송 (ATSC) |        |
|           |                                      |                                      |                                      |                                      |                                    |        |
| 재배치 후 |                                      | 지상파DMB                            | 지상파 디지털 텔레비전 방송 (ATSC)   | 검토중                               | 검토중                             | 검토중 |

아울러 정부의 주파수 재배치 계획에 따른 지역별 채널 재배치 일정은 다음과 같다. 한국교육방송공사의 지상파 TV는 전국 각 지역에 산재되어 있는 한국방송공사 지역 총국의 송출망을 공유하며, 채널변경 대상이라면 모든지역에서 전면 변경되므로 목록에서 제외한다.
| 일시             | 방송국 | 지역                                           | 비고                                             |
| ---------------- | --- | ---------------------------------------------- | ------------------------------------------------ |
| 2013년 6월 12일  | KBS전주, KBS광주, KBS목포, KBS순천, 전주문화방송, 전주방송, 광주문화방송, 목포문화방송, 여수문화방송, 광주방송 | 전북, 광주, 전남                               |                                                  |
| 2013년 6월 12일  | 112개소 中 91개소 | 전북, 광주, 전남                               |                                                  |
| 2013년 7월 17일  | KBS대구, KBS안동, KBS포항, KBS부산, KBS울산, KBS창원, KBS진주, 대구문화방송, 안동문화방송, 포항문화방송, 대구방송, 부산문화방송, 울산문화방송, MBC경남 창원본부, MBC경남 진주본부, KNN, 울산방송                                            | 대구, 경북, 부산, 울산, 경남                   |                                                  |
| 2013년 7월 17일  | 101개소 中 85개소 | 대구, 경북, 부산, 울산, 경남                   |                                                  |
| 2013년 10월 16일 | 한국방송공사(본사), KBS경인, KBS춘천, KBS원주, KBS강릉, KBS대전, KBS청주, KBS충주, 문화방송, SBS, OBS경인TV, 춘천문화방송, 원주문화방송, 강릉문화방송, 삼척문화방송, 강원민방, 대전문화방송, 청주문화방송, 충주문화방송, 대전방송, 청주방송 | 서울, 인천, 경기, 강원, 대전, 세종, 충남, 충북 | 남산, 감악산, 광교산 태기산, 가엽산 KBS 2TV 제외 |
| 2013년 10월 16일 | 151개소 中 134개소 | 서울, 인천, 경기, 강원, 대전, 세종, 충남, 충북 | 남산, 감악산, 광교산 태기산, 가엽산 KBS 2TV 제외 |
| 2013년 10월 30일 | 한국방송공사(본사), KBS경인, KBS원주, KBS충주 | 서울, 인천, 경기, 강원, 대전, 세종, 충남, 충북 | 남산, 감악산, 광교산 태기산, 가엽산 KBS 2TV      |
| 2013년 10월 30일 | 5개소 | 서울, 인천, 경기, 강원, 대전, 세종, 충남, 충북 | 남산, 감악산, 광교산 태기산, 가엽산 KBS 2TV      |

### 주파수 재배치에 대한 논란
2013년 시행된 주파수 재배치로 인하여 지상파 디지털 방송 송출 채널은 종전 56개 채널(UHF 대역, 임시대역 61~69번 포함)에서 38개로 대폭 줄어들었다. 그리고 기존 방송 대역 중 700 MHz 이상의 주파수 대역(52~69번 채널)을 이동통신 용도로 사용할 계획이다. 하지만 이 계획을 그대로 사용할 시에는 다소 문제점이 있어, 방송사들과 관계자들은 해당 계획의 수정을 요구하고 있다.
유럽, 대만 등 전 세계에서 가장 많이 채택한 DVB나 일본의 ISDB방식의 경우는 단일 주파수 방송망(SFN) 구성이 가능하여 적은 주파수를 가지고도 채널배치를 쉽게 할 수 있다. 그러나 대한민국이 채택한 ATSC방식은 SFN 구성이 불가능하여 각 중계소마다 다른 주파수를 사용해야 한다.
같은 ATSC방식을 사용하는 미국이 대한민국과 비슷하게 2~51번 대역을 DTV로 사용하고 있다. 미국의 경우는 지형이 비교적 평탄하여 중심지의 대출력 송신소들 만으로도 대부분을 커버할 수 있는 반면, 대한민국은 미국의 국토보다 97배나 작지만 산악 지형이 많고 따라서 음영 지역도 많아 송신시설을 더 촘촘하게 세워야 한다는 것이다. ATSC 방식은 단일 주파수 방송망 구성이 불가능하고, VHF대역을 사용하는 미국과 달리 대한민국에서는 VHF대역을 사용하지 않는다. 결과적으로 오히려 국토면적이 넓은 미국보다 훨씬 더 많은 채널이 필요하게 된다.
수도권 지역을 예로 들 경우, 관악산과 남산에 5채널, 감악산·계양산·광교산·용문산에 6채널씩 모두 각각 다른 주파수로 배치하여야 하고 또 1 kW 미만의 보조국들의 채널들까지도 고려해야 하는데 이미 38개가 훌쩍 넘어버린다. 거기에다 인접지역 송출시설인 화악산·태기산·백운산·가엽산·흑성산·원효봉과의 전파간섭을 방지하기 위하여 그 주파수까지 고려해야 한다. 이로 파악할 때 방송통신위원회가 제시한 주파수 영역으로는 부족하다는 결론이 나온다.
방송통신위원회에서는 DTV 채널 재배치안을 구성해놓은 상태이다. 하지만 이는 실제 계획되어있는 출력보다 더 낮은 출력으로 시뮬레이션한 것이기 때문에 시뮬레이션 결과는 엉터리이다.
| 송신소       | 실제 출력 |   | 시뮬레이션 출력 |
| ------------ | --------- | - | --------------- |
| 남산(서울)   | 5 kW      | → | 1 kW            |
| 감악산(경기) | 2 kW      | → | 1 kW            |
| 계양산       | 1 kW      | → | 100W            |
| 광교산       | 1 kW      | → | 100W            |

방통위의 배치안을 사용할 경우 다음과 같은 지역에서 동일채널간 전파간섭이 발생하고, 혼선이 심하면 방송자체를 시청할 수가 없는 경우가 발생한다.
| 방송국                       | 채널 | 출력   | 지역                                   | 전파간섭관계도                                                                |
| ---------------------------- | ---- | ------ | -------------------------------------- | ----------------------------------------------------------------------------- |
| KBS1감악산                   | 20   | 2 kW   |                                        | 감악산↔백련산(응암) 감악산↔정릉(성북) 감악산↔운중 감악산↔광주                 |
| KBS1백련산                   | 20   | 90W    |                                        | 감악산↔백련산(응암) 감악산↔정릉(성북) 감악산↔운중 감악산↔광주                 |
| KBS1정릉                     | 20   | 50W    |                                        | 감악산↔백련산(응암) 감악산↔정릉(성북) 감악산↔운중 감악산↔광주                 |
| KBS1운중                     | 20   | 5W     |                                        | 감악산↔백련산(응암) 감악산↔정릉(성북) 감악산↔운중 감악산↔광주                 |
| KBS1광주                     | 20   | 20W    |                                        | 감악산↔백련산(응암) 감악산↔정릉(성북) 감악산↔운중 감악산↔광주                 |
| OBS감악산                    | 21   | 2 kW   |                                        | 감악산↔백련산(응암) 감악산↔정릉(성북) 감악산↔운중 감악산↔광주                 |
| MBC응암                      | 21   | 90W    |                                        | 감악산↔백련산(응암) 감악산↔정릉(성북) 감악산↔운중 감악산↔광주                 |
| MBC성북                      | 21   | 50W    |                                        | 감악산↔백련산(응암) 감악산↔정릉(성북) 감악산↔운중 감악산↔광주                 |
| MBC운중                      | 21   | 5W     |                                        | 감악산↔백련산(응암) 감악산↔정릉(성북) 감악산↔운중 감악산↔광주                 |
| SBS광주                      | 21   | 20W    |                                        | 감악산↔백련산(응암) 감악산↔정릉(성북) 감악산↔운중 감악산↔광주                 |
| KBS1남산                     | 22   | 5 kW   |                                        | 남산↔동두천 남산↔포천 남산↔양서                                               |
| SBS동두천                    | 22   | 20W    |                                        | 남산↔동두천 남산↔포천 남산↔양서                                               |
| EBS포천                      | 22   | 20W    |                                        | 남산↔동두천 남산↔포천 남산↔양서                                               |
| SBS양서                      | 22   | 20W    |                                        | 남산↔동두천 남산↔포천 남산↔양서                                               |
| KBS2감악산                   | 24   | 2 kW   | 경기도 연천군 연천읍, 양주시 백석읍 등 | 감악산↔용문산                                                                 |
| EBS용문산                    | 24   | 1 kW   | 경기도 연천군 연천읍, 양주시 백석읍 등 | 감악산↔용문산                                                                 |
| OBS광교산                    | 25   | 2.5 kW |                                        | 광교산↔광명                                                                   |
| OBS광명                      | 25   | 20W    |                                        | 광교산↔광명                                                                   |
| KBS1용문산                   | 26   | 1 kW   |                                        | 용문산↔파평(파주) 용문산↔광암 용문산↔소흘 용문산↔불광 용문산↔만월 용문산↔안산 |
| KBS1파평                     | 26   | 90W    |                                        | 용문산↔파평(파주) 용문산↔광암 용문산↔소흘 용문산↔불광 용문산↔만월 용문산↔안산 |
| KBS1광암                     | 26   | 5W     |                                        | 용문산↔파평(파주) 용문산↔광암 용문산↔소흘 용문산↔불광 용문산↔만월 용문산↔안산 |
| KBS1소흘                     | 26   | 5W     |                                        | 용문산↔파평(파주) 용문산↔광암 용문산↔소흘 용문산↔불광 용문산↔만월 용문산↔안산 |
| KBS1불광                     | 26   | 90W    |                                        | 용문산↔파평(파주) 용문산↔광암 용문산↔소흘 용문산↔불광 용문산↔만월 용문산↔안산 |
| KBS1만월                     | 26   | 20W    |                                        | 용문산↔파평(파주) 용문산↔광암 용문산↔소흘 용문산↔불광 용문산↔만월 용문산↔안산 |
| OBS안산                      | 26   | 10W    |                                        | 용문산↔파평(파주) 용문산↔광암 용문산↔소흘 용문산↔불광 용문산↔만월 용문산↔안산 |
| MBC용문산                    | 27   | 1 kW   |                                        | 용문산↔파평(파주) 용문산↔광암 용문산↔소흘 용문산↔불광 용문산↔만월 용문산↔안산 |
| MBC파주                      | 27   | 90W    |                                        | 용문산↔파평(파주) 용문산↔광암 용문산↔소흘 용문산↔불광 용문산↔만월 용문산↔안산 |
| MBC광암                      | 27   | 5W     |                                        | 용문산↔파평(파주) 용문산↔광암 용문산↔소흘 용문산↔불광 용문산↔만월 용문산↔안산 |
| MBC소흘                      | 27   | 5W     |                                        | 용문산↔파평(파주) 용문산↔광암 용문산↔소흘 용문산↔불광 용문산↔만월 용문산↔안산 |
| MBC불광                      | 27   | 90W    |                                        | 용문산↔파평(파주) 용문산↔광암 용문산↔소흘 용문산↔불광 용문산↔만월 용문산↔안산 |
| MBC만월                      | 27   | 20W    |                                        | 용문산↔파평(파주) 용문산↔광암 용문산↔소흘 용문산↔불광 용문산↔만월 용문산↔안산 |
| SBS안산                      | 27   | 10W    |                                        | 용문산↔파평(파주) 용문산↔광암 용문산↔소흘 용문산↔불광 용문산↔만월 용문산↔안산 |
| KBS2용문산                   | 28   | 1 kW   |                                        | 용문산↔파평(파주) 용문산↔광암 용문산↔소흘 용문산↔불광 용문산↔만월 용문산↔안산 |
| KBS2파평                     | 28   | 90W    |                                        | 용문산↔파평(파주) 용문산↔광암 용문산↔소흘 용문산↔불광 용문산↔만월 용문산↔안산 |
| KBS2광암                     | 28   | 5W     |                                        | 용문산↔파평(파주) 용문산↔광암 용문산↔소흘 용문산↔불광 용문산↔만월 용문산↔안산 |
| KBS2소흘                     | 28   | 5W     |                                        | 용문산↔파평(파주) 용문산↔광암 용문산↔소흘 용문산↔불광 용문산↔만월 용문산↔안산 |
| KBS2불광                     | 28   | 90W    |                                        | 용문산↔파평(파주) 용문산↔광암 용문산↔소흘 용문산↔불광 용문산↔만월 용문산↔안산 |
| KBS2만월                     | 28   | 20W    |                                        | 용문산↔파평(파주) 용문산↔광암 용문산↔소흘 용문산↔불광 용문산↔만월 용문산↔안산 |
| KBS2안산                     | 28   | 10W    |                                        | 용문산↔파평(파주) 용문산↔광암 용문산↔소흘 용문산↔불광 용문산↔만월 용문산↔안산 |
| SBS용문산                    | 29   | 1 kW   |                                        | 용문산↔파평(파주) 용문산↔광암 용문산↔소흘 용문산↔불광 용문산↔만월 용문산↔안산 |
| SBS파평                      | 29   | 90W    |                                        | 용문산↔파평(파주) 용문산↔광암 용문산↔소흘 용문산↔불광 용문산↔만월 용문산↔안산 |
| SBS광암                      | 29   | 5W     |                                        | 용문산↔파평(파주) 용문산↔광암 용문산↔소흘 용문산↔불광 용문산↔만월 용문산↔안산 |
| SBS소흘                      | 29   | 5W     |                                        | 용문산↔파평(파주) 용문산↔광암 용문산↔소흘 용문산↔불광 용문산↔만월 용문산↔안산 |
| SBS불광                      | 29   | 90W    |                                        | 용문산↔파평(파주) 용문산↔광암 용문산↔소흘 용문산↔불광 용문산↔만월 용문산↔안산 |
| SBS만월                      | 29   | 20W    |                                        | 용문산↔파평(파주) 용문산↔광암 용문산↔소흘 용문산↔불광 용문산↔만월 용문산↔안산 |
| MBC안산                      | 29   | 10W    |                                        | 용문산↔파평(파주) 용문산↔광암 용문산↔소흘 용문산↔불광 용문산↔만월 용문산↔안산 |
| OBS용문산                    | 30   | 1 kW   |                                        | 용문산↔파평(파주) 용문산↔광암 용문산↔소흘 용문산↔불광 용문산↔만월 용문산↔안산 |
| OBS파평                      | 30   | 90W    |                                        | 용문산↔파평(파주) 용문산↔광암 용문산↔소흘 용문산↔불광 용문산↔만월 용문산↔안산 |
| EBS광암                      | 30   | 5W     |                                        | 용문산↔파평(파주) 용문산↔광암 용문산↔소흘 용문산↔불광 용문산↔만월 용문산↔안산 |
| EBS소흘                      | 30   | 5W     |                                        | 용문산↔파평(파주) 용문산↔광암 용문산↔소흘 용문산↔불광 용문산↔만월 용문산↔안산 |
| EBS불광                      | 30   | 90W    |                                        | 용문산↔파평(파주) 용문산↔광암 용문산↔소흘 용문산↔불광 용문산↔만월 용문산↔안산 |
| EBS만월                      | 30   | 20W    |                                        | 용문산↔파평(파주) 용문산↔광암 용문산↔소흘 용문산↔불광 용문산↔만월 용문산↔안산 |
| EBS안산                      | 30   | 10W    |                                        | 용문산↔파평(파주) 용문산↔광암 용문산↔소흘 용문산↔불광 용문산↔만월 용문산↔안산 |
| SBS광교산                    | 31   | 1 kW   |                                        | 광교산↔파평 광교산↔광명                                                       |
| EBS파평                      | 31   | 90W    |                                        | 광교산↔파평 광교산↔광명                                                       |
| SBS광명                      | 31   | 20W    |                                        | 광교산↔파평 광교산↔광명                                                       |
| SBS감악산                    | 34   | 2 kW   |                                        | 감악산↔백련산 감악산↔정릉 감악산↔운중 감악산↔광주                             |
| SBS백련산                    | 34   | 90W    |                                        | 감악산↔백련산 감악산↔정릉 감악산↔운중 감악산↔광주                             |
| EBS정릉                      | 34   | 50W    |                                        | 감악산↔백련산 감악산↔정릉 감악산↔운중 감악산↔광주                             |
| EBS운중                      | 34   | 5W     |                                        | 감악산↔백련산 감악산↔정릉 감악산↔운중 감악산↔광주                             |
| EBS광주                      | 34   | 20W    |                                        | 감악산↔백련산 감악산↔정릉 감악산↔운중 감악산↔광주                             |
| EBS이동                      | 34   | 20W    |                                        | 감악산↔백련산 감악산↔정릉 감악산↔운중 감악산↔광주                             |
| SBS남산                      | 44   | 5 kW   |                                        | 남산↔동두천 남산↔포천 남산↔양서 남산↔백운산 남산↔흑성산                       |
| MBC포천                      | 44   | 20W    |                                        | 남산↔동두천 남산↔포천 남산↔양서 남산↔백운산 남산↔흑성산                       |
| KBS1양서                     | 44   | 20W    |                                        | 남산↔동두천 남산↔포천 남산↔양서 남산↔백운산 남산↔흑성산                       |
| KBS1백운산                   | 44   | 1 kW   |                                        | 남산↔동두천 남산↔포천 남산↔양서 남산↔백운산 남산↔흑성산                       |
| KBS1흑성산                   | 44   | 1 kW   |                                        | 남산↔동두천 남산↔포천 남산↔양서 남산↔백운산 남산↔흑성산                       |
| KBS2남산                     | 45   | 5 kW   |                                        | 남산↔동두천 남산↔포천 남산↔양서 남산↔백운산 남산↔흑성산                       |
| KBS1포천                     | 45   | 20W    |                                        | 남산↔동두천 남산↔포천 남산↔양서 남산↔백운산 남산↔흑성산                       |
| KBS2양서                     | 45   | 20W    |                                        | 남산↔동두천 남산↔포천 남산↔양서 남산↔백운산 남산↔흑성산                       |
| KBS2백운산                   | 45   | 1 kW   |                                        | 남산↔동두천 남산↔포천 남산↔양서 남산↔백운산 남산↔흑성산                       |
| TJB흑성산                    | 45   | 1 kW   |                                        | 남산↔동두천 남산↔포천 남산↔양서 남산↔백운산 남산↔흑성산                       |
| EBS남산                      | 46   | 5 kW   |                                        | 남산↔동두천 남산↔포천 남산↔양서 남산↔백운산 남산↔흑성산                       |
| SBS포천                      | 46   | 20W    |                                        | 남산↔동두천 남산↔포천 남산↔양서 남산↔백운산 남산↔흑성산                       |
| EBS양서                      | 46   | 20W    |                                        | 남산↔동두천 남산↔포천 남산↔양서 남산↔백운산 남산↔흑성산                       |
| 원주MBC백운산                | 46   | 1 kW   |                                        | 남산↔동두천 남산↔포천 남산↔양서 남산↔백운산 남산↔흑성산                       |
| 대전MBC흑성산                | 46   | 1 kW   |                                        | 남산↔동두천 남산↔포천 남산↔양서 남산↔백운산 남산↔흑성산                       |
| MBC남산                      | 50   | 5 kW   |                                        | 남산↔동두천 남산↔포천 남산↔양서 남산↔백운산 남산↔흑성산                       |
| MBC동두천                    | 50   | 20W    |                                        | 남산↔동두천 남산↔포천 남산↔양서 남산↔백운산 남산↔흑성산                       |
| OBS포천                      | 50   | 20W    |                                        | 남산↔동두천 남산↔포천 남산↔양서 남산↔백운산 남산↔흑성산                       |
| MBC양서                      | 50   | 20W    |                                        | 남산↔동두천 남산↔포천 남산↔양서 남산↔백운산 남산↔흑성산                       |
| G1백운산                     | 50   | 1 kW   |                                        | 남산↔동두천 남산↔포천 남산↔양서 남산↔백운산 남산↔흑성산                       |
| KBS2흑성산                   | 50   | 1 kW   |                                        | 남산↔동두천 남산↔포천 남산↔양서 남산↔백운산 남산↔흑성산                       |
| ↑ DTV 확정채널배치안 중 일부 |      |        |                                        |                                                                               |

또한 아직도 전국 방방곡곡에 산재해있는 일부 난시청 지역의 방송 수신 문제 해소를 위하여 지금보다 더 많은 간이중계시설이 필요한 상태인데, 주파수 영역이 현저하게 줄어들어 신규중계소 설치는 물론 기존의 중계시설까지 디지털방송으로 전환하지 못하고 있는 경우가 발생하고 있다.
그리고 추후에 실시될 3D TV나 4K UHD TV 등 차세대 디지털방송의 방송 및 시험방송 등을 위해서도 주파수가 추가로 필요한 실정이어서 방송통신위원회의 주파수 재배치 정책이 심각한 문제 상황을 조장하고 있는 실정이다.

## 한국지상파디지털방송추진협회(DTV KOREA)
사단법인 한국지상파디지털방송추진협회(DTV KOREA)는 지상파 디지털 텔레비전 방송으로의 성공적인 전환을 도모하기 위해 대한민국의 지상파 TV 방송사들이 연합하여 새롭게 출범한 협회로, 지난 2008년 10월 창설되었다. 지상파 디지털 TV방송의 홍보와 공중파 직접수신 환경 개선사업, 디지털방송(DTV) 콜센터 운영 등 대한민국의 디지털 텔레비전 방송 시청자를 지원하는 등의 지원사업을 수행하고 있다.

## 같이 보기
- 한국방송공사
- 문화방송
- SBS
- .한국교육방송공사
- ..,?지역민방
- 디지털 텔레비전
- ATSC
- 디지털 멀티미디어 방송
- 대한민국의 지상파DMB